# 柳營代天院
23°16′43″N 120°19′01″E / 23.278578°N 120.317068°E
柳營代天院，位於臺南市柳營區，屬於台灣民間信仰廟宇，主祀玉勅代天巡狩按察千歲遊王（俗稱「遊王公」、「遊王公祖」），主辦柳營香(柳營王醮)，為臺南市定民俗。

## 沿革

柳營代天院

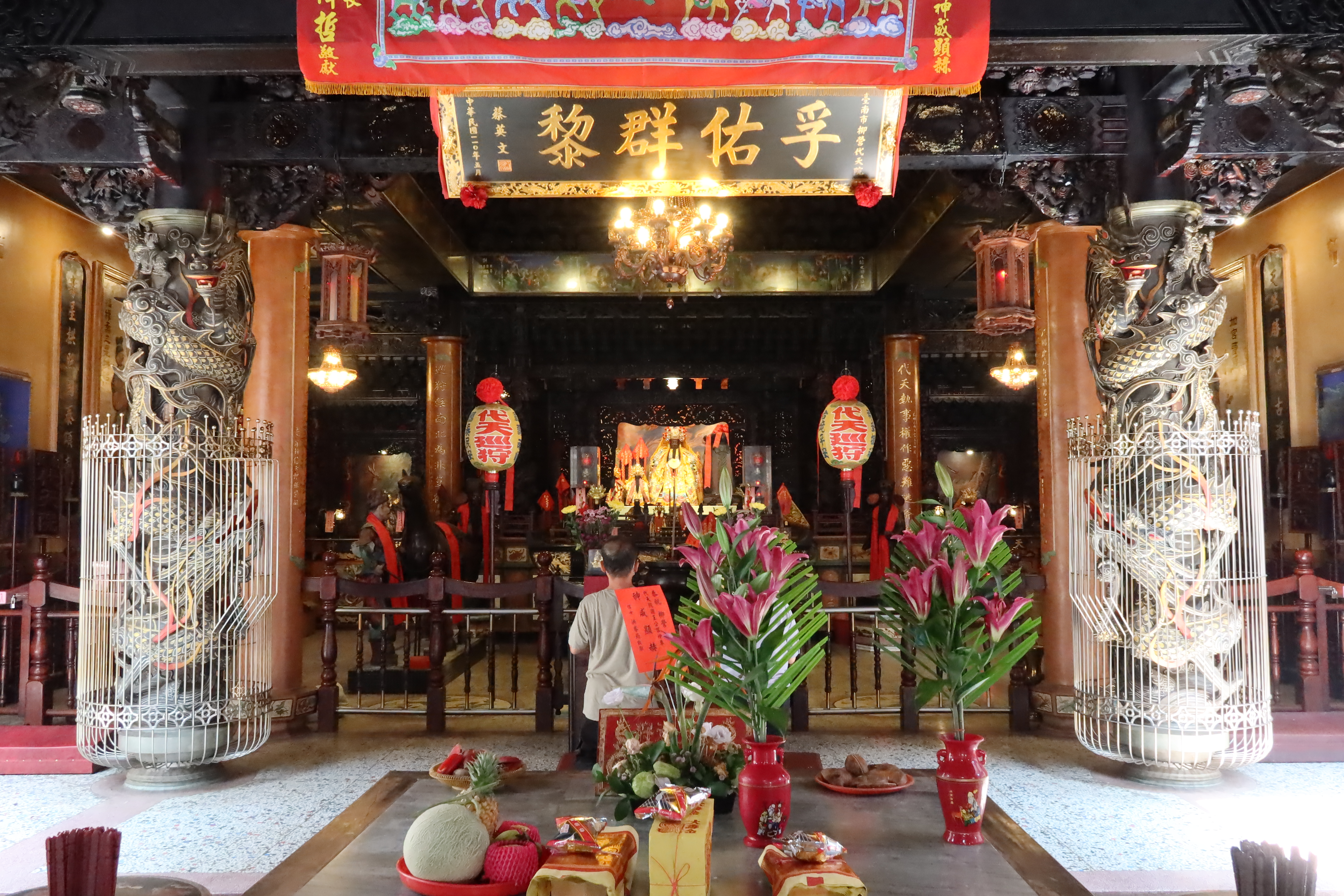
柳營代天院內部

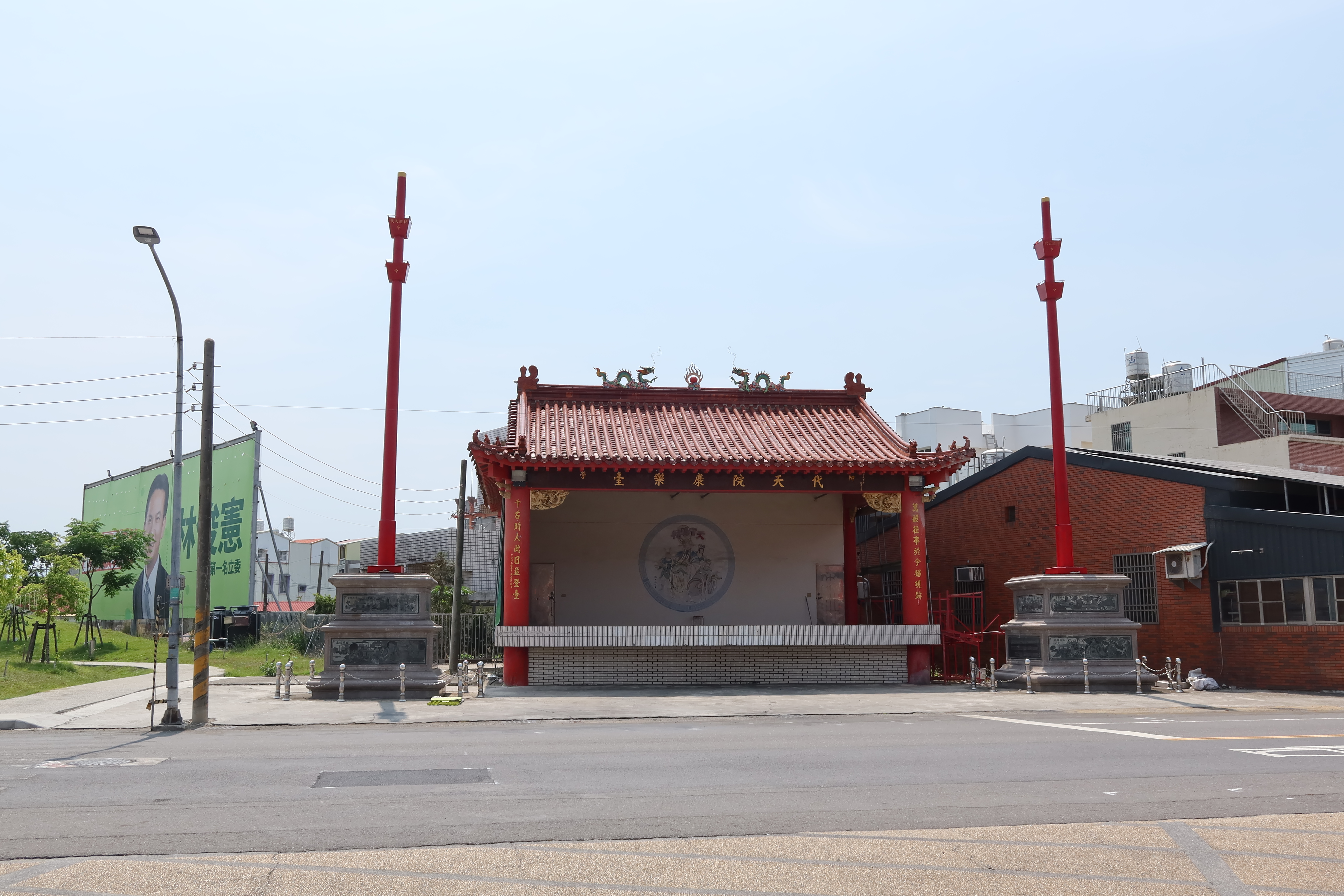
柳營代天院康樂臺

- 柳營區（原地名「查畝營庄」、「柳營鄉」），代天巡狩遊王信仰，最早為一座香爐，據聞為先民開墾時，在三角堀（約略座標為今敏惠護專西南方一田地）拾得香爐一座，便開始奉祀，此香爐稱「開基老祖」，後塑王令一尊隨香爐奉祀之。最初無廟而是由拾獲地「三角堀」之十三戶輪流奉祀，遷入查畝營庄後分為三甲內（東、中、北甲）輪流奉祀。
- 民國四十年，蒙柳營鄉仕紳劉明哲（時任「主會」，即所謂「爐主」）先生，倡議將神明會擴展至全庄共同祭祀，憑神筊旨意輪流安奉敬拜，當時約定農曆每月初一、十五聚集在大埕村（縣市合併升格後為中埕里）之「公厝」祭拜。
- 民國五十七年（戊申年）農曆十月二十七日，代天巡狩遊王公附身在一位國小四年級的孩童而降旨，擇大道公（此大道公指今「柳營東安宮 保生大帝」）的院庭為廟地，地方仕紳遂倡議興建廟宇，民國六十年（辛亥年）十月，柳營區（時為柳營鄉）的信仰中心「代天院」正式落成，11月望翌日入廟安座，玉勅代天巡狩遊王公之奉祀迄今已三百多年的歷史了。

起初為先民開墾「三角堀（約略座標為今敏惠護專西南方一田地）」拾得香爐一座（稱為「開基老祖」），神靈遂降乩表明來歷，原為三角堀之十三戶民宅奉祀，後因盜匪橫行，遊王公祖遂降乩指示遷入查畝營庄，信仰戶數遂日漸增多，分為三甲內（中甲、東甲、北甲）輪流奉祀，直到民國四十年（1951年）時，時任「主會（即所謂爐主）」仕紳劉明哲先生提倡擴展，合併至全庄共同祭祀之規模，乃憑神筊旨意輪流奉祀；地方乃有興建廟堂之議，時至民國五十七年（1968年）遊王公附身國小四年級趙姓孩童踩廟地擇於現址，賜廟名「代天院」，並經地方人士倡發鳩金籌資、信徒踴躍捐獻，民國六十年（1971年，歲次辛亥年）十月「柳營代天院」落成，十一月望翌月入廟進火安龍謝土，安座奉祀。

## 轄境
現在是柳營、新營、鹽水、六甲等地十三個庄頭（新營區包含角帶圍、姑爺、鐵線橋、舊廍、下林、新結庄、五興里、挖仔等地；柳營區包含八老爺、火燒店、五軍營、太康等地；鹽水區包含坔頭港、竹埔等地；六甲區包含龜子港等地。十三庄頭之廟宇包含姑爺代天府、角帶圍保安宮、舊廍德隆宮、下林保生宮、新結庄靈武宮、挖仔朝隆宮、挖仔安樂宮、五興里朝隆宮、八老爺重興宮、火燒店人和代天宮、橋南太歲宮、五軍營法主宮、太康雲霄太子殿、坔頭港九天風火院、竹埔張聖宮、龜子港保生廟等眾多廟宇）二十聚落的信仰中心。

## 淵源
柳營代天院奉祀主神為「玉勅代天巡狩按察千歲 遊王」（俗稱遊王公、遊王公祖），其所屬神階是代天巡狩中最高階的神明。台灣民間信仰常類於南巡、北巡，但代天院的代天巡狩遊王是南、北總巡，因其是玉皇上帝直屬勅封，派至凡間體察巡視各地的王爺千歲，遊府吃府，遊縣吃縣。
鑼壇：稱為「鑼壇大典」，舉行時間為建醮年（逢「子、卯、午、酉」年）之農曆七月初一日起，每日鑼鼓不停（早期農業社會為24小時鑼鼓不停，庄內人丁輪番上陣，後來改為8:00~21:00，民國112年起，考量社會生活步調、區民安寧需求、柳營區外來人口增加等眾多因素，改為每日12:50~21:00舉行之。）直到玉勅代天巡狩遊王公領得玉皇上帝之玉旨，回庄降乩，方才停止。而鑼壇的本意，除了懇求玉帝降下玉旨，更重要的，即是要確認當（科）年遊王公祖是否允准啟建三朝王醮。
代天院每三年一次王醮（三朝王醮，臺南市政府以「柳營王醮」登錄為市定民俗），玉皇上帝會勅派三位不同姓的王爺千歲下凡鑑醮（三位千歲的姓氏是在建醮年農曆七月的鑼壇大典，遊王公領玉旨回代天院降乩後，如確定當年要建醮，便會以乩童傳達玉皇上帝所派三位王爺千歲的姓氏），代天院稱該三位王爺千歲為「鑒醮王」，多數廟宇是五府、七府或十二瘟王，而代天院卻不止如此，相傳至今已超過三十六個以上姓氏的王爺千歲（鑒醮王），至代天院鑑察建醮了。往昔，王船習俗祭祀頗為盛行，稱為王醮，設壇祈願息災植福，每三年一次建王船，即俗稱「三年一醮」。

### 七星平安橋
- 相傳七星平安橋由周朝姜子牙所創造，七星平安橋下放置七盞燈代表北斗七星（天樞、天璇、天機、天權、玉衡、開陽、接光），讓七星君降臨庇祐過橋的善男信女。
- 七星平安橋是古老的宗教信仰活動，宣化傳統消災祈福文化，祈求神明為善男信女消災解厄、制煞、除穢、祈求主命祿籍的北斗七星君庇佑賜福，保佑身體健康、萬事如意。
- 柳營代天院七星平安橋，有三壇法師開橋加持及該院主神代天巡狩遊王公守護庇佑，為信眾消災解厄助信徒運途順遂，好事來，壞事去，大吉大利、萬事如意、心想事成。

## 虎爺
- 虎爺公、虎爺將軍、下壇將軍、黑虎大將軍是民間的幾種稱呼，顏色分為黃皮黑紋是福德正神座騎，另全黑色是保生大帝、武財神玄壇元帥趙公明之座騎，以鎮廟、巡境為職責。
- 民間傳說虎爺有咬錢招財來的能力，如同財神，也有驅逐瘟疫和降服惡魔的威力，也是保佑小朋友的守護神。
- 柳營代天院的虎爺將軍造型特殊，金身為石雕後安金，腳踏金元寶，有「護院鎮財庫」之說法。

## 王醮（柳營王醮）
- 柳營香
- 柳營王醮登錄為臺南市定民俗（無形文化資產）